# Paracryptodira
Paracryptodira são uma infraordem já extinta de Testudines, uma ordem que está representada pelas tartarugas (marínhas e de água doce), pelos Jabuti (tartarugas terrestres) e pelos Cágados (de água doce).
Inicialmente reconhecidos como uma subordem irmã de Cryptodira, a infraordem Paracryptodira é atualmente conhecida por ser uma linhagem bastante primitiva pertencente à subordem Cryptodira, de acordo com a utilização mais frequente deste último gênero.
Os Paracryptodira, de acordo com o obsoleto conceito, eram constituídos por duas famílias de cretáceos, a Pleurosternidae e a Baenidae. O primeiro foi encontrado na America do Norte, na Europa e provávelmente na Ásia, enquanto que o último foi só encontrado na América do Norte. No entanto, de acordo com o conhecimento moderno sobre este grupo de Taxons, a Macrobaenidae e a Neurankylidae estão dissociados da família Baenidae, formando assim uma superfamília, a Baenoidea, cuja monofilia não está totalmente confirmada. Além disso, existe um número de famílias mais basais, assim como alguns que não têm ainda um lugar bem definido em relação à superfamília Baenoidea:
- Kallokibotiidae
- Mongolochelyidae
- Pleurosternidae
- Solemydidae

Os Macrobaenidae, outro grupo pré-histórico de Cryptodiras que pode efectivamente ser um conjunto parafilético, que são por vezes colocados total ou parcialmente na infraordem Paracryptodira.

## Características
Os Paracryptodira têm uma reduzida exposição pré-frontal na superfície dorsal do crânio anápsido, diminuiu a fenestração perilinfática, e possuia uma reduzida crista supraoccipital secundária. No crânio, o forame posterior do canal carótico que serve de passagem para a artéria carótida interna, localizando-se a meio da sutura do osso esfenoide.